# 隐盘芹
隐盘芹（学名：Cryptodiscus cachryoides）为伞形科隐盘芹属的植物。分布在中亚细亚、俄罗斯以及中国大陆的新疆等地，一般生长在荒漠草原硬沙质地上，目前尚未由人工引种栽培。